# Жильерон, Эмиль
Эмиль Жильерон (фр. Emile Gilliéron; 26 октября 1851, Вильнёв, Во — 1924[…], Афины) — швейцарский художник и археолог-рисовальщик, наиболее известен реконструкциями микенских и минойских артефактов бронзового века .

## Образование и опыт
Эмиль Жильерон учился в ремесленной школе в Базеле с 1872 по 1874 год, в Мюнхенской академии художеств с 1875 по 1876 год и, наконец, в мастерской Изидора Пильса в Париже с 1875 по 1877 год. В 1877 году Жильерон переехал в Афины, где начал свою карьеру в качестве художника-археолога, который рисовал для греческих и зарубежных землекопов, создавал памятные почтовые марки для первых летних Олимпийских игр в Афинах (1896 и 1906 годов) и работал репетитором по искусству в семье короля Георга I.

## Профессиональная жизнь
Эмиль Жильерон работал иллюстратором у Генриха Шлимана и получил репутацию лучшего археологического иллюстратора, работавшего в Греции в то время. Эта репутация помогла Жильерону получить должность помощника по реконструкции фресок на раскопках в Тиринфе с 1910 по 1912 годы. Жильерон также стал главным реставратором при Артуре Эвансе на раскопках дворца Миноса в Кноссе на Крите. Более трех десятилетий Жильерон работал со своим сыном, также по имени Эмиль, создавая репродукции фресок и других артефактов для Эванса. Жильероны сделали множество иллюстраций к четырёхтомной книге Эвана «Дворец Миноса в Кноссе». Среди самых известных реконструкций Жильеронов фреска Короля-священника, фреска «Дама в синем» и роспись тронного зала во дворце Миноса. Эмиль Жильерон и его сын основали семейный бизнес, известный как E. Gillieron & Son — они продавали оригинальные акварели и другие репродукции, сделанные прямо с оригиналов на улице Скуфа в Афинах. Жильероны создавали копии металлических артефактов по слепкам оригинальных масок, оружия и сосудов. Они также создали полномасштабные копии минойских фресок на акварельной бумаге и создали трехмерные реконструкции в гипсовой форме. К 1911 году у Жильеронов был каталог микенских древностей, состоящий из более чем 144 предметов, которые могли быть изготовлены в Германии компанией Wurtemburg Electro Plate Company. Жильероны переработали формы, взятые из древних древностей, чтобы воссоздать объект в его первозданной форме. Жильероны создали две реконструкции хорошо известной Маски Агамемнона из могилы V в могильном круге A в Микенах, одна из которых представляла, как выглядела маска, когда она была найдена, а другая восстановленная, представляла предполагаемый первоначальный вид.

## Критика
Работу Жильеронов можно отнести к влиянию на распространение эгейского искусства и созданию впечатления минойской культуры, но достоверность их реконструкций дискуссионна. Фреска Короля-жреца, которую Артур Эванс считал изображающей одного из правителей древнего Кносса, была создана путем соединения фрагментов оригинала вместе и была тщательно изучена как содержащая современные влияния, которые якобы делают эту реконструкцию сильно отличающейся от оригинала. Другие реконструкции Жильеронов попадают под аналогичную проверку, например, фреска «Прыгуны через быков», которая, возможно, была дополнена современной окантовкой. Реконструкция фрески «Сборщик шафрана» оказалась неверной, поскольку первоначально на ней была изображена обезьяна, а не мальчик.
Помимо реставраций и реконструкций, продолжаются исследования, участвовали ли Жильероны в бизнесе подделок, производя подделки вместе со своими греческими помощниками. Артефакты, иногда приписываемые Жильеронам и находящиеся под подозрением в подделке, включают хризелефантиновых богинь змей, Кольцо Миноса и Кольцо Нестора, а также всемирно известный Фестский диск, найденный на Крите.

## Смерть и признание
Эмиль Жильерон создавал и продавал репродукции в музеи и частные коллекции по всему миру вплоть до своей смерти в 1939 году. С тех пор в Национальном музее в Афинах появилась галерея, посвященная репликам Жильерона эпохи греческой бронзы. Несмотря на тщательную проверку достоверности и вопросы подделки, его репродукции остаются ценными репрезентациями древних художественных достижений.